# ＃マンホール
『#マンホール』（ハッシュタグ・マンホール）は、2023年2月10日に公開された日本映画。監督は熊切和嘉、主演は中島裕翔。PG12指定。第73回ベルリン国際映画祭 ベルリナーレ・スペシャル部門正式招待作品。

## あらすじ
勤務先の不動産会社で営業成績トップの川村俊介は、社長令嬢との結婚も決まりまさに順風満帆な人生を歩んでいた。結婚式の前夜、渋谷で開かれたパーティで酩酊し、帰り道にマンホールの穴に落ちてしまう。深夜、川村は穴の底で目を覚ますが、落下時に錆びついて折れた梯子で脚を負傷し身動きが取れなくなっていた。スマホのGPSは誤作動を起こし現在位置が分からず、通報した警察にもいたずらだと思われ取り合ってもらえない。唯一連絡が取れた元カノの工藤舞に助けを求めるも、自分のいる場所が分からない川村は、「マンホール女」のアカウントをSNS上で立ち上げ、ネットを通じて場所の特定と救出を求める。
突如発生した波の花に追いつめられるも、折れたガス管から漏れたガスと加瀬から譲り受けたライターを利用して危機を脱する。
やがて、SNSの協力者の活躍もあり川村の現在位置が判明するが、そこは川村にとって因縁浅からぬ場所であった。そして暴かれる川村の正体とは…

## キャスト
川村俊介
演 - 中島裕翔
主人公。不動産会社「CRレジデンス」営業部社員。「マンホール女」のニックネームで、SNSで現在地の特定・救助を求める。
工藤舞
演 - 奈緒
川村の元カノ。
加瀬悦郎
演 - 永山絢斗
川村の同期。「マンホール女」に焚きつけられた愉快犯により暴行を受ける。

演 - 黒木華

## スタッフ
- 監督：熊切和嘉
- 原案・脚本：岡田道尚
- 製作：依田巽、藤島ジュリーK.
- エグゼクティブ・プロデューサー：小竹里美
- 企画・プロデュース：松下剛
- プロデューサー：星野秀樹
- アソシエイト・プロデューサー：熊谷悠
- 音楽：渡邊琢磨
- 撮影：月永雄太
- 照明：秋山恵二郎
- 録音：吉田憲義
- 美術：安宅紀史
- 編集：今井大介
- VFXスーパーバイザー：オダイッセイ
- 音響効果：浦川みさき
- 衣裳：宮本茉莉
- ヘアメイク：岩本みちる
- キャスティング：原田浩行
- 助監督：海野敦
- 制作担当：八城竜祐
- 制作プロダクション：ツインズジャパン
- 製作幹事・配給：ギャガ
- 製作：ギャガ、ジェイ・ストーム